# George Granville Leveson-Gower

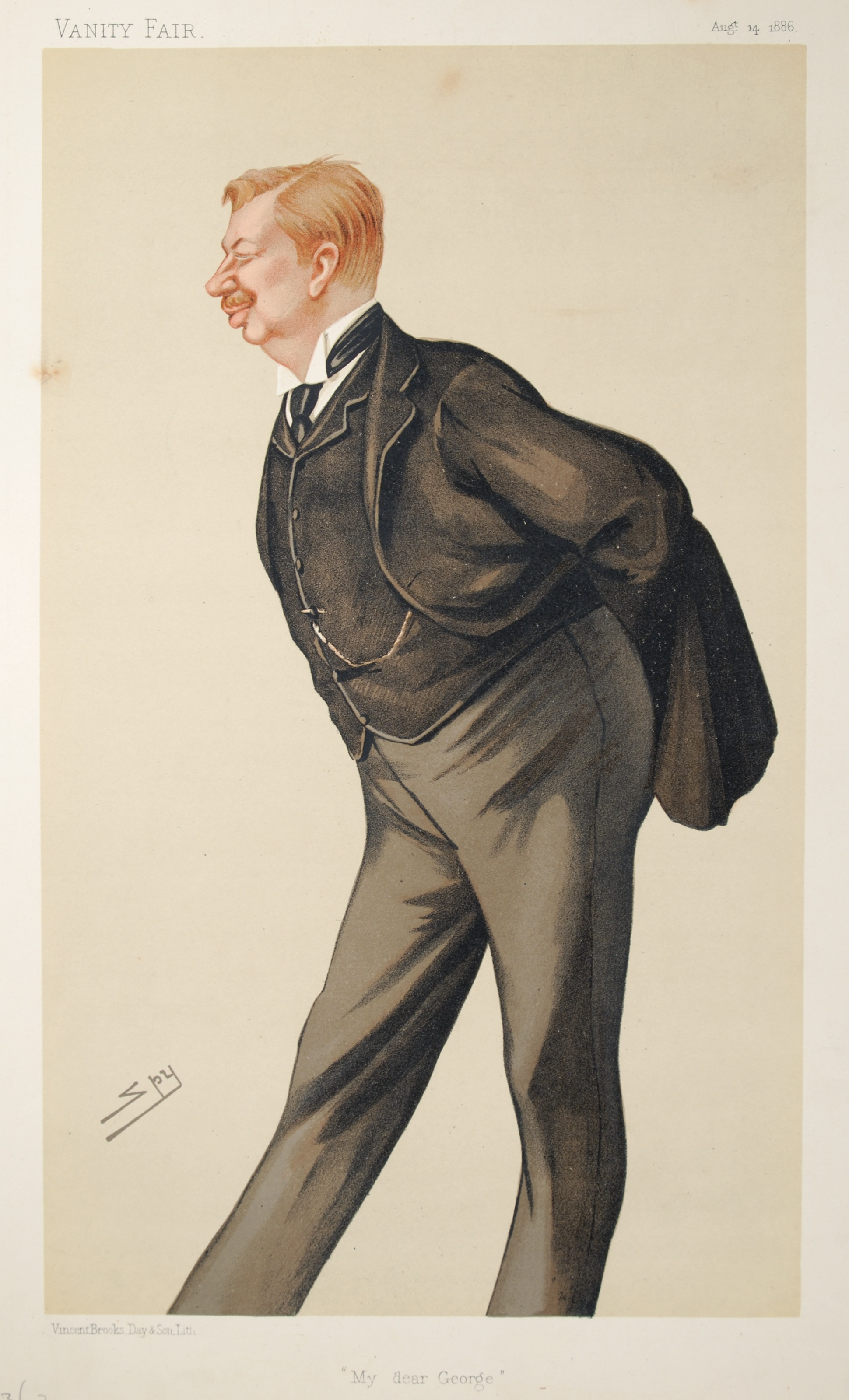
spotprent van George Granville Leveson-Gower (1886)

George Granville Leveson-Gower (1858-1951) was een Brits edelman en een liberale politicus. Hij was de zoon van Edward Frederick Leveson-Gower.

## Biografie
Leveson-Gower ging naar Eton en studeerde aan de universiteit van Oxford. Hij was de secretaris van de eerste minister Gladstone van 1880-1885. In 1885 werd hij parlementslid voor Staffordshire, en diende onder Gladstone als 'Junior Lord of the Treasury' van februari tot juli 1886. Hij verloor zijn zetel in de algemene verkiezingen in 1886, maar keerde via een tussentijds verkiezing in het Lagerhuis terug voor Stoke-upon-Trent in 1890, een zetel die hij tot en met 1895 heeft behouden. In die periode was hij onder meer 'Comptroller of the Household' onder Gladstone en Rosebery.
Leveson-Gower werd later voorzitter van de "Home Counties Liberal Federation" (1905-1908) en "Commissioner of Woods and Forests" (beheerder van de goederen van de Kroon) van 1908 tot 1924. In 1921 werd hij geridderd.

## Politieke functies
- Lid van het parlement voor Staffordshire 1885-1886
- Lid van het parlement voor Stoke-upon-Trent 1890-1895
- Lid van de raad van de toezichthouders 1892-1895
- Voorzitter van de liberale federatie 1905-1908